# Matej Medved
Matej Medved, slovenski gradbeni mojster, * 19. september 1796, Cerklje na Gorenjskem, † 20. julij 1865, Cerklje na Gorenjskem.   
Matej Medved se je čitati in pisati naučil sam, zidarstva pa se je  izučil pri svojem očetu. Slavo in vrsto naročil pa mu je prinesla leta 1841 tehnično izredno zahtevna gradnja kupole Stolnice sv. Nikolaja v Ljubljani. Do 1853 je zgradil 9 novih cerkva, 17 pa jih je prenovil. Med novimi so bile najpomembnejše zgrajene v naslednjih krajih: Vrhniki, Novi Štifti pri Tiroseku (1851–1853), Šmartno pod Šmarno goro, cerkev sv. Neže na Bregu pri Kovoru. Med prenovljenimi cerkvami so tudi cerkvi v: Lokah v Tuhinju| (1846) in Zgornjem Tuhinju (1846). Sezidal je tudi  pokopališko kapelico v Vodicah (1843).